# Rhynchophanes mccownii
Rhynchophanes mccownii là một loài chim trong họ Calcariidae.